# Transurane
Die Transurane sind die Elemente mit einer höheren Ordnungszahl als Uran (größer als 92).

## Eigenschaften
Alle bekannten Transurane sind radioaktiv mit Halbwertszeiten zwischen einigen 10 Millionen Jahren (selten, z. B. Plutonium-244) über Minuten bis zu Bruchteilen einer Sekunde (häufig). Einige Isotope der leichteren Transurane von Neptunium bis Curium haben Halbwertszeiten von einigen Jahrmillionen, Jahrtausenden oder Jahrhunderten. Sie entstehen in Kernreaktoren und machen einen Teil der langlebigen radioaktiven Abfälle aus.
Im Periodensystem der Elemente beginnt nach dem Uran mit der Ordnungszahl 92 die Reihe der Transurane mit dem Neptunium (Element 93). Neben dem für die Kernspaltung bedeutenden Element Plutonium (94) gehören auch Americium (95), Curium (96), Berkelium (97), Californium (98), Einsteinium (99), Fermium (100), Mendelevium (101), Nobelium (102) und Lawrencium (103) sowie alle weiteren schwereren Elemente (Transactinoide) zu den Transuranen.
Die hier namentlich genannten Transurane wurden in der Arbeitsgruppe um Glenn T. Seaborg hergestellt und charakterisiert; Seaborg erhielt dafür 1951 den Nobelpreis für Chemie.
Bis einschließlich des Elements 103, des Lawrenciums, gehören sie zusammen mit Thorium (90), Protactinium (91) und Uran (92) zur Gruppe der Actinoide. Aufgrund dieser Tatsache sind die Transurane, welche gleichzeitig Actinoide sind, chemisch sehr ähnlich zueinander und auch zu den Lanthanoiden, was bei der Trennung dieser Elemente voneinander zu Forschungszwecken oder bei der Wiederaufarbeitung Probleme bereitet, insbesondere da viele Spaltprodukte Lanthanoide sind. 
Die chemischen und makroskopischen physikalischen Eigenschaften der kurzlebigen schwereren Elemente sind zum Teil nur wenig bekannt, da deren Herstellung aufwendig und teuer ist und die kurze Halbwertszeit verbunden mit der Zerfallswärme Beobachtungen erschwert. Die Entdeckung längerlebiger Isotope mit höherem Neutronenüberschuss, welche von einigen Wissenschaftlern postuliert wird, könnte derartige Beobachtungen künftig erleichtern.

## Vorkommen und Gewinnung

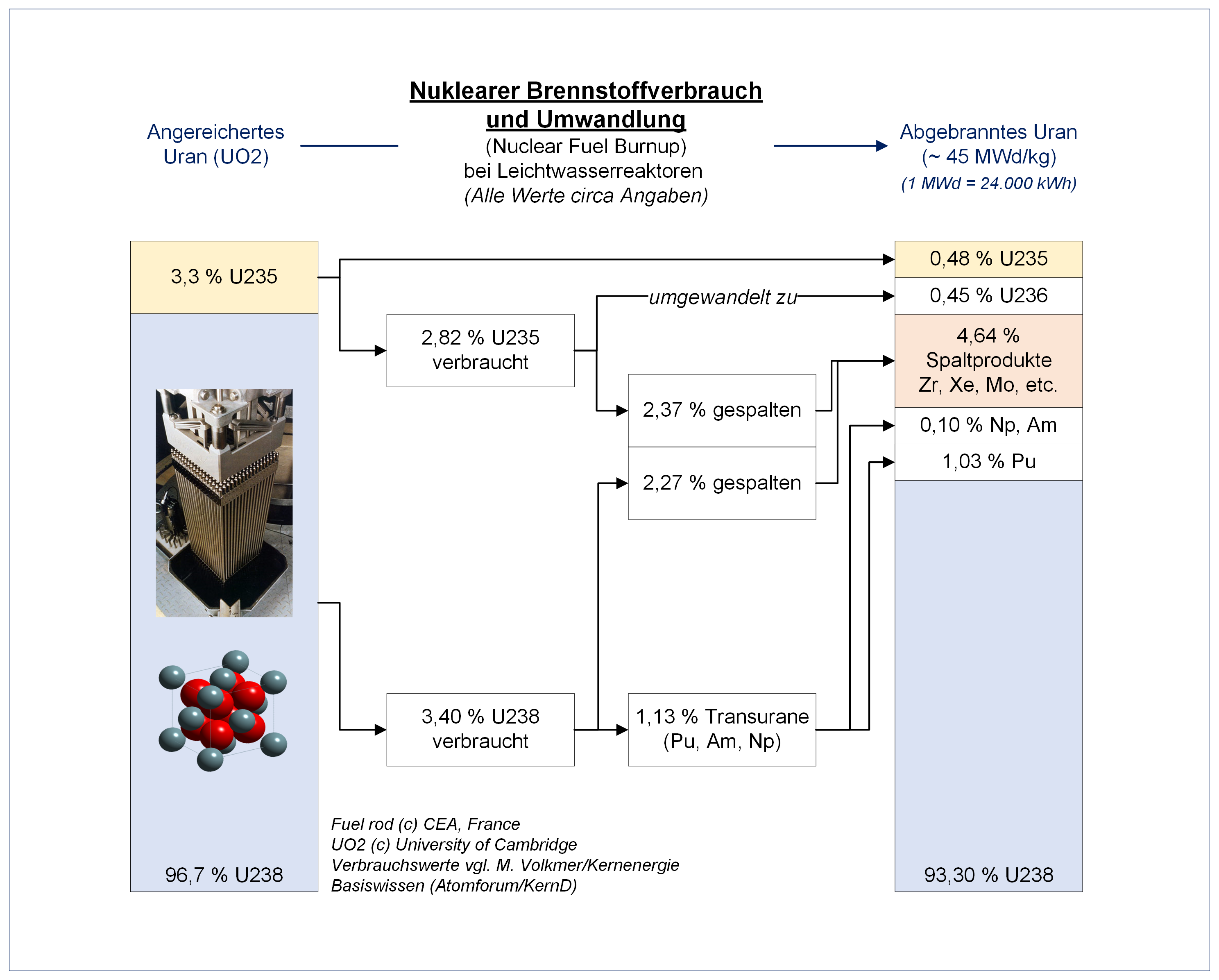
Schematische Darstellung des Abbrands eines Brennelements in einem Leichtwasserreaktor. Es entstehen Transurane und Spaltprodukte.

Aufgrund der geologisch gesehenen kurzen Halbwertszeiten kommen Transurane in der Natur nicht oder nur in Spuren vor, die durch Neutroneneinfang und nachfolgenden Beta-Zerfall des Urans entstehen, z. B.:
{\displaystyle \mathrm {^{238}_{\ 92}U\ +\ _{0}^{1}n\ \longrightarrow \ _{\ 92}^{239}U\ {\xrightarrow[{23,5\ min}]{\beta ^{-}}}\ _{\ 93}^{239}Np\ {\xrightarrow[{2,3565\ d}]{\beta ^{-}}}\ _{\ 94}^{239}Pu} }
Die angegebenen Zeiten sind Halbwertszeiten.
Einzige Ausnahme bildet das Plutonium 244Pu, das noch aus der Entstehungszeit des Sonnensystems stammt.
Transurane lassen sich technisch aus Uran oder anderen Elementen mit hoher Ordnungszahl herstellen. Dazu werden solche Atomkerne mit Neutronen oder anderen Atomkernen beschossen; dabei auftretende Neutroneneinfänge und anschließender Beta-Zerfall ergeben Transurane.

## Forschungsgeschichte

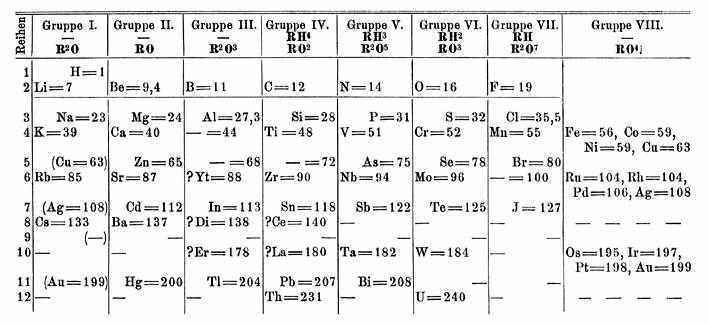
Mendelejews Periodensystem von 1871 mit einer Lücke für Neptunium am unteren Rand, hinter Uran (U = 240)

Schon in Mendelejews Periodensystem der Elemente von 1871 fand sich hinter Uran, dem damals schwersten bekannten Element, eine Lücke.
Über sechzig Jahre später äußerte sich Ida Noddack im Mai 1934 zu den damals bestehenden Lücken in Mendelejews Periodensystem und stellte am Ende ihrer Arbeit Überlegungen über die Möglichkeit von Transuranen an. Wenige Wochen später veröffentlichte Enrico Fermi drei Arbeiten zu diesem Thema. Noddack setzte sich im September 1934 kritisch mit der vermeintlichen Entdeckung des Elements 93 durch Fermi auseinander. In ihren Ausführungen nahm sie u. a. die Entdeckung der neutroneninduzierten Kernspaltung vorweg: „Es wäre denkbar, daß bei der Beschießung schwerer Kerne mit Neutronen diese Kerne in mehrere größere Bruchstücke zerfallen, die zwar Isotope bekannter Elemente, aber nicht Nachbarn der bestrahlten Elemente sind.“ Ungeachtet Noddacks Einwendungen verfolgten damals alle Arbeitsgruppen die Hypothese, dass bei der Bestrahlung von Uran mit Neutronen stets schwerere Elemente als Uran entstehen.
Am Kaiser-Wilhelm-Institut für Chemie in Berlin machten sich Otto Hahn, Fritz Straßmann und Lise Meitner in dieser Zeit ebenfalls auf die Suche nach Transuranen. In jahrelanger Arbeit versuchten sie, die bei Fermis Versuchen beobachteten Vorgänge aufzuklären. Auf der Suche nach schwereren Elementen fanden sie einige Substanzen, die sie als Nachweise von Transuranen beschrieben.
Unabhängig hiervon widmeten sich von 1937 an auch Irène Joliot-Curie und Paul Savitch in Paris  der Suche nach Transuranen. 1937/1938 führte ihre Arbeitsgruppe Versuche durch, bei dem ein dem Lanthan ähnliches Element freigesetzt wurde, dessen chemische Identifizierung sich als außerordentlich schwierig erwies und das sie aufgrund der damaligen Annahmen über chemische Verwandtschaften als einen möglichen Nachweis des Elements 93 deuteten. Sie hielten es für möglich, dass die entdeckte Substanz „die Kernladungszahl 93 hat und es sich bei den von Hahn, Meitner und Straßmann bisher gefundenen Transuranen um die Elemente 94 bis 97 handelt.“
Tatsächlich handelte es sich bei den von Hahn, Straßmann, Meitner, Joliot-Curie und Savitch gemachten Beobachtungen nicht um Nachweise der gesuchten Transurane, sondern um die damals noch unerkannte Kernspaltung des Urans. Zum Wissen über das später Neptunium genannte chemische Element trugen ihre Forschungen daher nur vergleichsweise wenig bei, da sie die zahlreichen bei der Kernspaltung von Uran entstehenden Spaltprodukte für Nachweise der gesuchten Transurane hielten und in ihren Publikationen auch als solche beschrieben.
Ursprünglich war Transuran eine kürzere Bezeichnung für ein künstliches superschweres Element. Das in winzigsten Spuren vorkommende Plutonium-244 aus der Entstehungszeit des Sonnensystems wurde erst 1971, lange nach der Prägung des Begriffes Transuran, entdeckt.

### Fachartikel oder Aufsätze
- G T Seaborg: Transuranium elements: A half century. August 1990 (englisch, osti.gov).
- Kit Chapman: The transuranic elements and the island of stability. In: Philosophical Transactions of the Royal Society A: Mathematical, Physical and Engineering Sciences. Band 378, Nr. 2180, 18. September 2020, S. 20190535, doi:10.1098/rsta.2019.0535 (englisch).

### Fachbücher und Kapitel
- V. I. Gol’danskii, S. M. Polikanov: The Transuranium Elements. Springer US, Boston, MA 1995, ISBN 978-1-4684-8383-3, doi:10.1007/978-1-4684-8381-9 (englisch).
- Walter D. Loveland, David J. Morrissey, Glenn T. Seaborg: The Transuranium Elements. In: Modern Nuclear Chemistry. John Wiley & Sons, Inc., Hoboken, NJ, USA 2005, ISBN 978-0-471-76862-3, S. 429–464, doi:10.1002/0471768626.ch15 (englisch).
- Transuranium Elements. In: Glenn D. Considine (Hrsg.): Van Nostrand’s Encyclopedia of Chemistry. John Wiley & Sons, Inc., Hoboken, NJ, USA 2005, ISBN 978-0-471-74003-2, S. vec2544, doi:10.1002/0471740039.vec2544 (englisch).
- A. F. Holleman, E. Wiberg, N. Wiberg: Lehrbuch der Anorganischen Chemie. 102. Auflage. Walter de Gruyter, Berlin 2007, ISBN 978-3-11-017770-1.
- Helge Kragh: From Transuranic to Superheavy Elements (= SpringerBriefs in History of Science and Technology). Springer International Publishing, Cham 2018, ISBN 978-3-319-75812-1, doi:10.1007/978-3-319-75813-8 (englisch).